# Fernando Borda Celaya
Fernando Borda Celaya (Madrid, 16 de mayo de 1946) es un médico, investigador y exatleta español especializado en salto de altura.

## Infancia y formación
Procedente de una familia oriunda de la localidad navarra de Villava, inició su formación en Madrid donde por motivos laborales se había trasladado su familia.

## Vida deportiva
Como deportista destacó en atletismo en la especialidad de salto de altura.
Durante sus estudios de medicina militó en las filas del histórico "Club de Atletismo Universidad de Navarra" (C.A.U.N.), coincidiendo con grandes figuras de la época como González Iturri, Hernández, entre otros. Siendo esta la razón por la que los universitarios ascendieron a la primera categoría del atletismo español y llegando a lograr la hazaña de ser el "mejor club atlético" de toda España en una época de escasez de deporte de alta competición en Navarra.
Fernando Borda posee como mejor marca personal 1,90 m lograda el 29 de abril de 1972 en Pamplona. Batió en 6 ocasiones el récord navarro de salto de altura. Asimismo fue internacional júnior en una ocasión en la prueba celebrada en París frente al equipo francés de Ile de France. Destacan sus dos medallas logradas en Campeonatos de España en su prueba de altura:bronce como juvenil (1964) y plata como júnior (1965). Su técnica de salto fue la conocida como "rodillo dorsal" mucho antes de que Dick Fosbury inventara su peculiar estilo en las Olimpiadas de Múnich en 1968.
Posteriormente el "G.A.I.N." en 1976 se escindió del C.A.U.N. y formó en 1980 el Pamplona Atlético, hoy Scania-Pamplona Atlético.
Fernando Borda fue distinguido con el galardón concedido por el Gobierno de Navarra de "mejor deportista navarro", máxima condecoración deportiva foral que comparte con deportistas como el ciclista Miguel Induráin o Mateo Garralda (Campeón del mundo con la selección, elegido mejor lateral derecho del mundo y capitán del equipo de balonmano Portland San Antonio, campeón de Europa, entre otros títulos).
Mientras tanto Fernando Borda no descuidó su formación universitaria y se doctoró con sobresaliente "cum laude".
Una grave lesión de rodilla le apartó del tartán definitivamente, tras lo que se dedicó al ciclismo aficionado, consiguiendo varios trofeos en competiciones amateurs de este deporte.

## Médico e investigador
Licenciado en medicina y cirugía por la Universidad de Navarra, obtuvo el doctorado cum laude en su especialidad, iniciando su actividad profesional en la Clínica Universitaria de Pamplona. Tras su paso por el Hospital Virgen del Camino, se adjudicó por concurso oposición la plaza de Jefe de Servicio de Gastroenterología en el Hospital de Navarra donde trabaja en la actualidad.
Además de su ocupación profesional, dedica una gran parte de su propio tiempo a la investigación y ha publicado sus artículos en publicaciones nacionales e internacionales, destacando sus estudios sobre el "Helicobacter pylori", recibiendo diversos reconocimientos y premios por su labor, entre otros:

- Es miembro fundador de la Asociación Navarra de Patología Digestivay de la Asociación Española de Gastroenterología además de miembro de la Asociación Española de Patología Digestiva.[14][15][6] colaborando además con otras asociaciones y revistas de investigación médica:

- Es Profesor asociado de la Facultad de Medicina de la Universidad de Navarra.

Es citado por revistas especializadas como uno de los máximos especialistas en digestivo.

Tiene dos hijos: Daniel Borda (abogado), Carlos Borda (economista) y una hija Ana Borda que ha seguido sus pasos en medicina, siendo actualmente doctora en el Hospital de Navarra y también ha realizado investigaciones sobre el cáncer de colon.